# Little Island (New York)
Little Island (hivatalos nevén Little Island at Pier 55) egy, a Hudson-folyóba nyúló kis, mesterséges sziget New Yorkban. A Manhattan nyugati partjánál,  Chelsea körzetében, a New York-i kikötő egykori 55-ös mólójánál megépített szigetpark 0.97 hektárnyi területe valójában a folyó vízszintje fölött van, 132 tulipán formájú építmény tartja, melyek 280 betonpilléren állnak. A sziget kis színpaddal, és egy 687 férőhelyes amfiteátrummal rendelkezik.
A Hudson River Parkhoz csatlakozó kis sziget annak a nyugati 13., ill. 14. utca közötti részéről két átjáróról is elérhető, 2023 óta a park egész évben, minden nap nyitva a látogatók számára, éjszaka viszont zárva tart. A Little Islandet tartó "tulipáncserepek" 61 m mélyen süllyednek a folyómederbe, ugyanakkor változó magasságúak, 4.6 és 18.9 m magasan emelkednek a folyó vize fölé, ennek célja az, hogy megvédje a parkot a folyó vízszintjének változó magasságától.
A parkot borító növényzetet úgy tervezték meg, hogy különböző részeiben más és más színek domináljanak. A kis szigeten 35 fa- és 65 cserjefajt, és további 270 évelőnövényt és többféle fűfajt ültettek, összesen több mint 350 növényfaj él benne.
A talaj összetételét úgy alakították ki, hogy csökkentsék az eróziót, továbbá örökzöldekkel és egyéb növényekkel igyekeznek megvédeni a parkot a Hudson folyó erős szelétől. Manhattan egy másik szigetéhez, a Governors Islandhez hasonlóan a legmagasabb pontjához gyalogösvények vezetnek.

## Története
2011-re a Hudson River Parkhoz tartozó Hudson-folyó 55-ös mólója már teljesen leromlott állapotban volt, ekkor merült fel először a rendezés gondolata. Egyik verzió szerint egy 35 millió dolláros összegű támogatással a mólóra kisebb építmény került volna, majd 2014 novemberére Thomas Heatherwick angol épitész cége, a Heatherwick Studio egy park ötletével állt elő – ugyanő tervezte a Vesselt is, Manhattan nyugati részének egyik köztéri látványosságát is –, ezt követően hosszas jogviták után a park hivatalosan 2021. május 21-én nyílt meg, kialakításának végső költsége 120 millió dollárt tett ki.
Megnyitása egybeesett a Covid19-pandémia miatti szigorítások enyhítésével, a nyitó évadban többek között az American Ballet Theatre is fellépett, 2023-ban a parkban 572 programot adtak, melyeken több mint 3 millió néző vett részt.

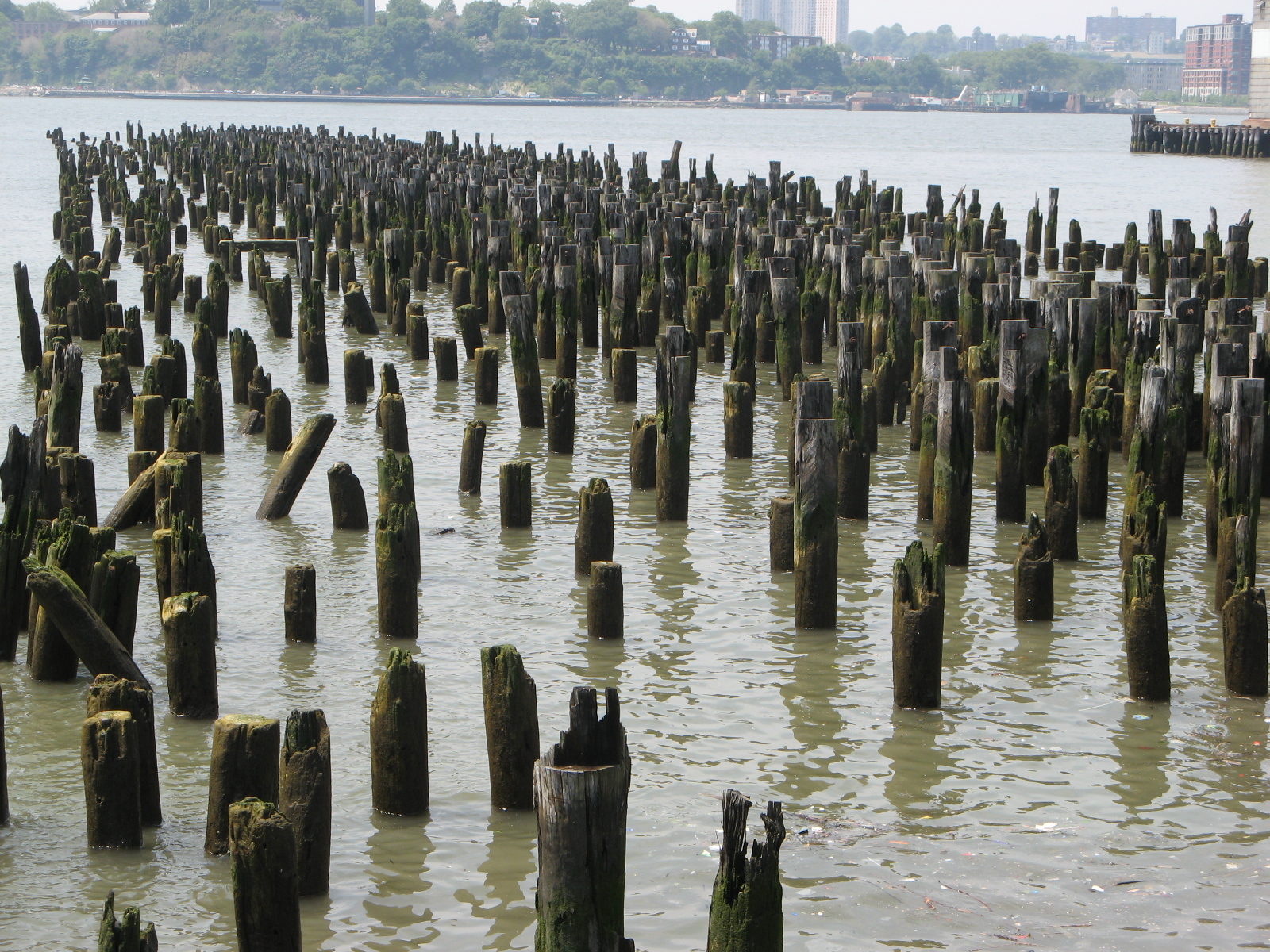
Az 55-ös móló meghagyott pillérei 2010-ben
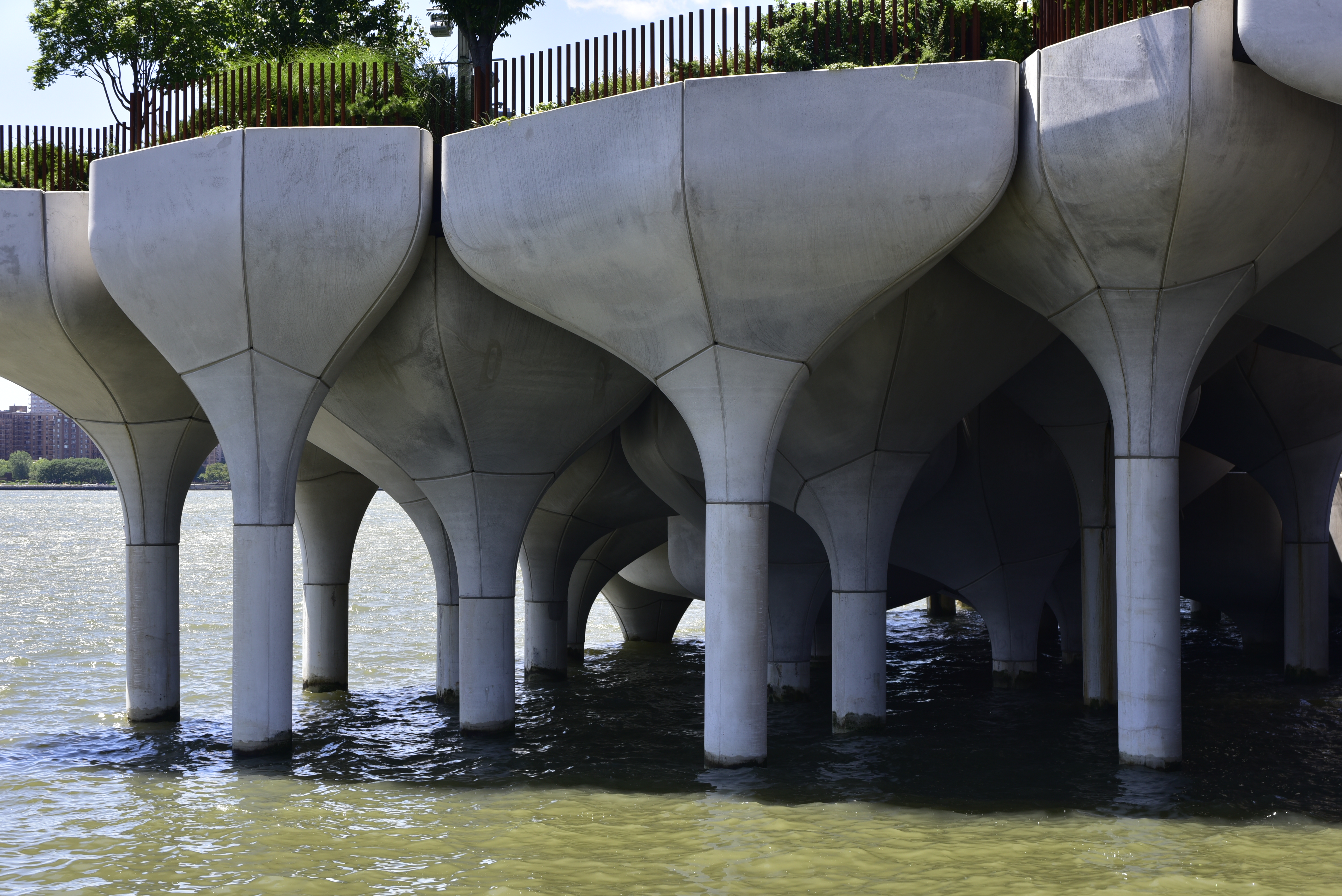
A tulipánformájú tartóelemek
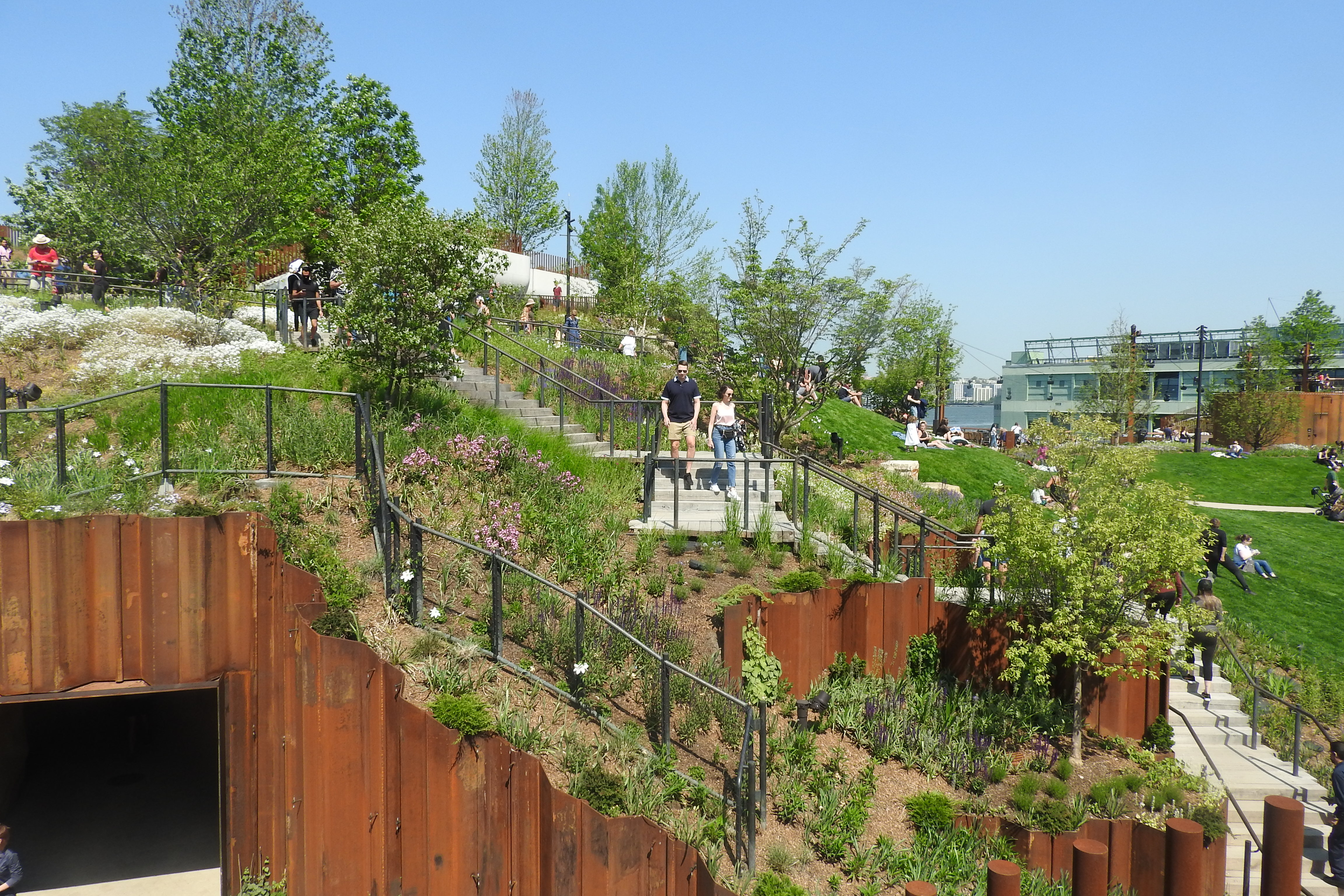
Az amfiteátrum bejárata 2021-ben
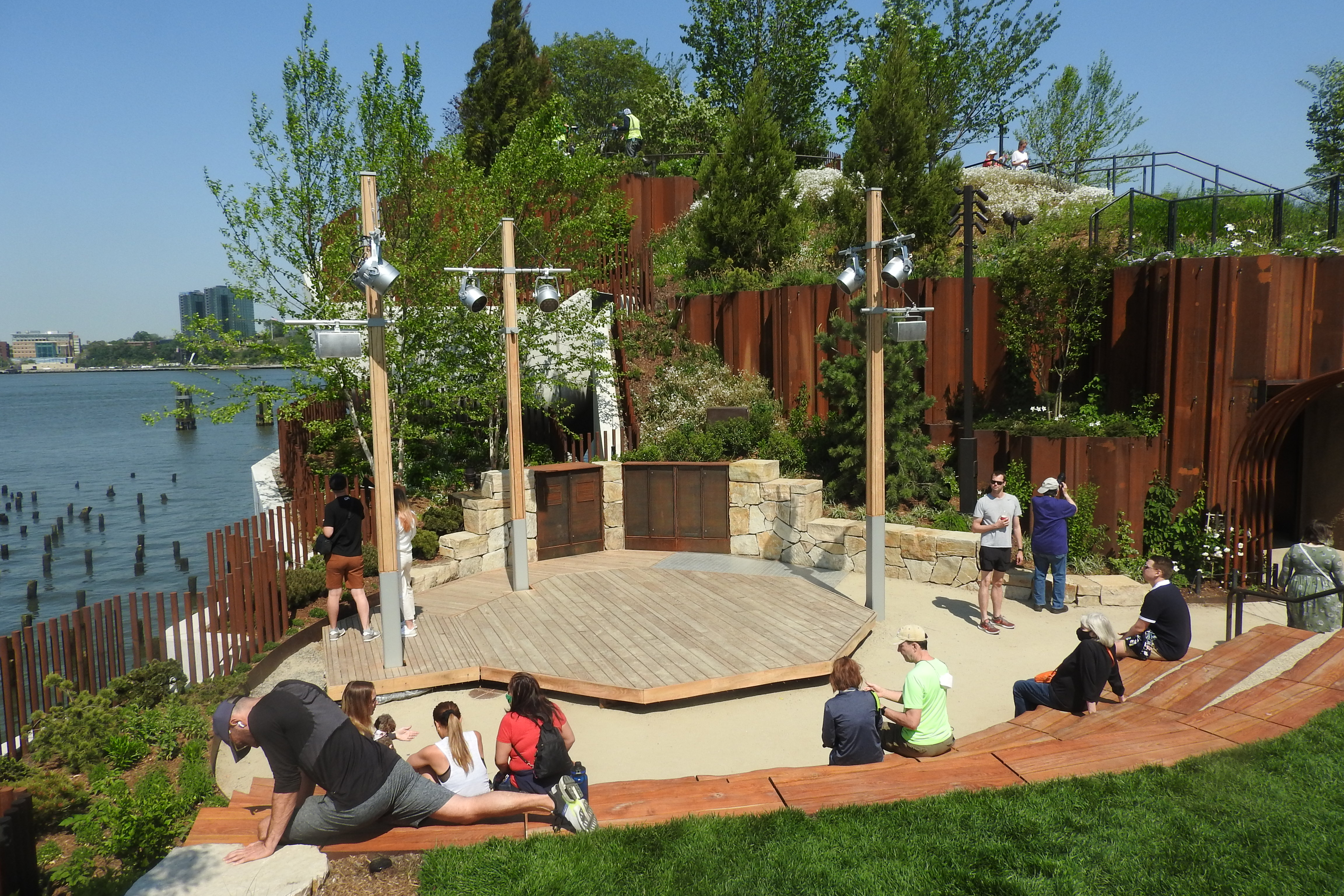
A sziget apró színpada